# رضا رمضانی گیلانی
رضا رمضانی گیلانی (متولد ۱۳۴۲ شمسی) روحانی شیعه ایرانی است. او دبیرکل مجمع جهانی اهل بیت و نماینده استان گیلان در مجلس خبرگان رهبری است. وی بین سال‌های ۱۳۸۰ و ۱۳۸۴ نمایندگی ولی فقیه و امامت جمعه کرج را برعهده داشت. او از سال ۲۰۰۹ تا ۲۰۱۸ ریاست مرکز اسلامی هامبورگ را بر عهده داشت. 
وی مسئولیت‌های دیگری از جمله ریاست مرکز اسلامی امام علی(ع) در اتریش، ریاست اتحادیه اروپایی علما و تئولوگ‌های شیعه را نیز برعهده داشته است.
وی حوزه علمیه‌ای در هامبورگ تأسیس کرده است. علاوه بر تدریس در حوزه و دانشگاه، آثار مختلفی از وی در موضوعات علوم قرآنی، نهج البلاغه، اخلاق، فلسفه و عرفان به چاپ رسیده است|.ایاا

## تولد و تحصیل
- رضا رمضانی گیلانی در ۲ اسفند ۱۳۴۲ش در رشت به دنیا آمد. هم‌زمان با تحصیل در مقطع متوسطه، درس‌های حوزوی را به شکل غیررسمی آغاز کرد و در سال ۱۳۵۹ش به طور رسمی وارد حوزه علمیه شده و درس‌های مقدماتی را در مدرسه مهدویه و مستوفی رشت گذراند. سپس برای ادامه تحصیلات در سال ۱۳۶۲ش به مشهد رفت و سطوح عالی را نزد سید جواد فقیه سبزواری، صالحی خراسانی و... گذراند و مدتی نیز در درس فلسفه سید جلال‌الدین آشتیانی شرکت کرد. در سال ۱۳۶۷ش برای گذراندن درس خارج به قم رفت و تا سال ۱۳۸۰ش در درس‌های فقه و اصول فقیهانی چون فاضل لنکرانی، بهجت، مکارم شیرازی، وحید خراسانی، شبیری زنجانی، سبحانی و... شرکت کرد. درس تفسیر را نزد جوادی آملی و علوم قرآنی را نزد محمدهادی معرفت خواند و در درس فلسفه و عرفان حسن حسن‌زاده آملی، جوادی آملی، یحیی انصاری شیرازی و حکیم عسگری گیلانی شرکت کرد.  رمضانی در سال ۱۳۷۳ش در رشته الهیات و معارف اسلامی از دانشکده تربیت مدرس قم در مقطع کارشناسی ارشد فارغ‌التحصیل شد و در سال ۱۳۸۵ش مدرک سطح چهار حوزه را دریافت نمود. وی ضمن تحصیلات حوزوی، دروس دانشگاهی را در مقطع دکتری در رشته فلسفه اخلاق به پایان رساند و هم‌زمان با آن، زبان آلمانی را نیز فرا گرفت.

## فعّالیت‌های علمی
- عضو هیئت علمی پژوهشگاه فرهنگ و اندیشه اسلامی از سال 1382 تا کنون (1398)

- استاد راهنما و مشاور رساله‌های سطح 3 و 4 در حوزۀ علمیّه قم

- مدیر گروه معارف اسلامی در دانشگاه گیلان از سال 1371 تا 1373
- کارشناسی در رادیو معارف در رشته قرآن و اخلاق و تربیت به مدّت 3 سال در سال‌های 1379 و 1380 و 1381
- عضو گروه کلام و فلسفه برای نوشتن مقاله و ارزیابی دائرةالمعارف قرآن به مدّت 2 سال در دفتر تبلیغات اسلامی
- ارزیاب کتب برگزیده حوزه به مدّت 5 سال
- ضبط برنامه‌های رادیوئی و تلویزیونی بیش از 20 سال

| عنوان                     | سال          | نام حوزه، دانشگاه و یا شهر                                                                            | دروس |
| تدریس در حوزۀ علمیّه رشت   | 1360 تا 1363 | حوزۀ علمیّه مهدویّه و مستوفی رشت                                                                        | مقدمات |
| تدریس در حوزۀ علمیّه مشهد  | 1363 تا 1367 | حوزۀ علمیّه شهید صدوقی مشهد                                                                            | منطق مظفر، معالم الدین، اصول فقه، شرح نظام، لمعه، حاشیه ملاعبدالله، مختصر المعانی و سیوطی                                                        |
| تدریس در حوزۀ علمیّه قم    | 1367 تا 1380 | حوزۀ علمیّه امام صادق(ع)، امام باقر(ع)، فیضیه مدرس امام و معصومیه، مرکز جهانی جامعةالمصطفی(امام خمینی) | اصول فقه، لمعه، مکاسب ، رسائل ، کفایه ، تفسیر ، فلسفه، شرح منظومه حکیم سبزواری، الالیهات، ، منازل السائرین، جامع السعادات ، الاشارات و التنبیهات |
| تدریس در حوزۀ علمیّه کرج   | 1380 تا 1384 | حوزۀ علمیّه امام صادق(ع) کرج                                                                           | خارج فقه، تفسیر ، فلسفه |
| تدریس در اتریش ـ وین      | 1385 تا 1388 | مرکز اسلامی امام علی(ع) وین(برای چند نفر از روحانیون)                                                 | اجتهاد و تقلید ، تفسیر قرآن و نهج البلاغه |
| تدریس در آلمان ـ هامبورگ  | 1388 تا 1397 | مرکز اسلامی امام علی(ع) هامبورگ (برای 10 نفر از روحانیون و فضلاء)                                     | ارتداد، قاعده الزام، طهارت اهل کتاب، بحث اخلاق جهانی از دیدگاه هانس کونگ و علاّّمه طباطبائی(ره)                                                    |
| تدریس در دانشگاه‌های گیلان | 1367 تا 1376 | گیلان، علوم پزشکی، آزاد اسلامی                                                                        | کلام اسلامی، فلسفه، تفسیر، متدلوژی، معارف اسلامی، اخلاق اسلامی، کلام جدید و متون ادبی                                                            |
| تدریس در دانشگاه‌ کرج      | 1380 تا 1384 | دانشگاه آزاد اسلامی واحد کرج                                                                          | قواعد فقه، تفسیر و فقه |
| تدریس در دانشگاه قم       | 1376 تا 1380 | دانشگاه قم                                                                                            | کلام، فلسفه، تفسیر، معارف اسلامی، اخلاق اسلامی                                                                                                   |
| تدریس در دانشگاه سوربن    | 1390 تا 1394 | مؤسسه کاتولیک سوربن(پاریس)                                                                            | تفسیر فلسفی قرآن، تفسیر سورۀ توحید، دیالوگ از دیدگاه اسلامی، ارتداد در اسلام                                                                     |
| تدریس در حوزۀ علمیّه قم    | 1397-1398    | مدرسه فیضیه                                                                                           | درس خارج فقه- طهارت اهل کتاب شرح صحیفه سجادیه |

## فعالیت‌های فرهنگی-اجرایی
- دبیرکل مجمع جهانی اهل‌بیت با حکم خامنه ای   رهبر جمهوری اسلامی ایران (۱۳۹۸ش)
- تأسیس مؤسسه دین و اخلاق (۱۳۷۹ش)
- تأسیس مجموعه فرهنگی دینی عترت در رشت (شامل سه بخش: هیئت متوسلین به ائمه اطهار (ع)، کانون فرهنگی دینی ثقلین و مؤسسه خیریه حضرت ابوالفضل العباس (ع))
- نمایندگی ولی فقیه در استان البرز و امام جمعه کرج (۱۳۸۰–۱۳۸۴ش)
- ریاست مرکز اسلامی امام علی (ع) در وین اتریش (۱۳۸۵–۱۳۸۸ش)
- نماینده استان گیلان در دوره‌های چهارم، پنجم و ششم مجلس خبرگان رهبری
- امام و مدیر مرکز اسلامی هامبورگ در آلمان با حکم  خامنه ای ، رهبر جمهوری اسلامی ایران (۱۳۸۸–۱۳۹۷ش)
- ریاست هیئت علما برای نظارت و داوری اتحادیه مراکز شیعه در آلمان (۱۳۸۹ش)
- ریاست اتحادیه اروپایی علما و تئولوگ‌های شیعه (۱۳۹۳–۱۳۹۷ش)
- تأسیس حوزه علمیه در هامبورگ (۱۳۹۲ش)

## دیدگاه‌ها

### واکنش به نامه دبیرکل سازمان ملل درباره حمله به مسلمانان
رمضانی گیلانی با ارسال نامه‌ای به آنتونیو گوترش، دبیرکل سازمان ملل متحد، از بیانیه او در هشدار نسبت به گسترش نفرت در جهان و حملات علیه مسلمانان در پی شیوع ویروس کرونا، قدردانی کرد. وی در این نامه بخش عمده تهدیدهای امنیتی، اقتصادی و بهداشتی که جامعه جهانی در معرض آن قرار دارد را از سوی کشورهای زیاده‌خواه و ثمره تشدید نفرت میان سیاه و سفید، مسلمان و غیرمسلمان، شیعه و سنی را جنگ‌افروزی و بازار فروش سلاح آنها دانسته است. به گفته رمضانی نفی نفرت و جلوگیری از اشاعه آن، وظیفه‌ای انسانی و همگانی است.

## کتابشناسی
از وی کتاب‌های فراوانی در زمینه علوم انسانی و علوم دینی به فارسی، عربی و سایر زبانها منتشر شده‌است.
برخی از این آثار عبارتند از:

### موضوعات تفسیری
1-    تفسیر موضوعی سعادت و شقاوت از دیدگاه قرآن.
2-   تفسیر سوره مبارکه زمر.
3-     تفسیر سوره مبارکه حجرات.
4-     تفسیر سوره مبارکه واقعه.
5-     تفسیر سوره مبارکه منافقون.
6-   تفسیرهای سوره‌های آخر قرآن تا سوره مبارکه زلزال.
7-   الاسمای الحسنی ـ عربی.
8-   چند پژوهش قرآنی (مقالات دائره المعارف قرآن).
9-   جریان نفاق شناسی در قرآن  و سنت.
10-انسان شناسی در قرآن.
11-گفتاری پیرامون هندسۀ زندگی قرآنی.
12- توبه در قرآن.
13- اسلام شناسی جلد اول.
14- تفسیر سوره مبارکه حمد.
15- چند پژوهش قرآنی ( مجموعه مقالات۳).

### فقه و اصول:
16- قاعده الزام
17-طهارت اهل کتاب
18-خارج مکاسب محرمه.
19- اجتهاد و تقلید.
20-ارتداد.
21-تقریرات درس فقه و اصول حضرات آیات فاضل لنکرانی و وحید خراسانی.
22-دست نوشته‌ها درباره کتاب کفایه و مکاسب زمان تدریس.
23-آسیب شناسی دینی در نهضت عاشورا.
24-دین داری و دین باوری در نهضت عاشورا.
25-راز جاودانگی نهضت عاشورا.
26- فرهنگ سازی دینی در نهضت عاشورا.
27-اصلاح‌گری و اصلاحات عاشورائی.
28- حیات و زندگی در مکتب امام حسین(ع).
29- تقابل دو جبهۀ عقل و جهل در نهضت عاشورا.
30-فلسفه قیام امام حسین(ع).
31- فلسفه عزاداری امام حسین(ع).
32-ویژگی‌های دولت کریمه حضرت مهدی(عج).
33- سیره علمی و عملی پیامبر اکرم(ص).
34-شرح خطبه حضرت زهرا(س).
35-درباره شخصیت امیرالمؤمنین(ع).
36-الگوپذیری از شخصیت حضرت زهرا(س).
37-شرح زیارت جامعه کبیره دو جلد.
38-شرح زیارت عاشورا.

### اخلاق و تربیت:
39-نگرشی بر خود نوعی انسان.
40-رابطه‌ها در اخلاق دینی.
41-علم آموزی و معرفت اندوزی شرحی بر حدیث عنوان بصری.
42-آرای اخلاقی علامه طباطبایی.
43-درآمدی بر کلیات گناه شناسی.
44-معرفت نفس.
45-خودسازی.
46-شرح دعای روزانه ماه مبارک رمضان.
47-محبت در اسلام.
48-شرح دعای کمیل.
49-اعتدال در شخصیت انسان.
50-ادب در اسلام.

### نهج البلاغه:
51-شرح خطبه متقین دو جلد.
52-زندگی جوان و جوانه زندگی (شرح نامه ۳۱ نهج البلاغه)، دو جلد.
53-وصیت ماندگار (شرح یکی از وصایای حضرت امیرالمؤمنین«ع»).

### فلسفه وعرفان:
54-عارفانه‌ها (مجموعه مقالات ۲).
55-اخلاق و عرفان.
56- درآمدی بر اسماء الهی از دیدگاه قرآن و عرفان.
57- شرح الاشارات و التنبیهات نمط ۹ و ۱۰٫
58- شرح نهایه الحکمه علامه طباطبائی.
59-شرح بهجت و سعادت الاشارات و التنبیهات.
60- شرح منازل السائرین خواجه عبدالله انصاری.

### اجتماعی و سیاسی:
61- آئین آدینه (مجموعه مقالات ۱).
62-ندای آدینه جلد اول (خطبه‌های نماز جمعه کرج).
63-ندای آدینه جلد دوم (خطبه‌های نماز جمعه کرج).
64- ندای آدینه جلد سوم (خطبه‌های نماز جمعه کرج).
65- نظام اخلاقی و حقوقی خانواده.
66- تأملی بر کنوانسیون رفع تبعیض علیه زنان.
67- تبلیغ در اسلام با نگاهی به مقوله رسانه.
68-تاریخ، سیره و معارف اهل البیت علیهم السلام
لازم به یادآوری است تاکنون ۲۰ جلد کتاب به زبان‌های ترکی، آلمانی، مالائی، انگلیسی و عربی ترجمه شده که بخش عمده ی آنها به چاپ رسیده است.

### مقالات:
1-   حقیقت عرفان از دیدگاه امام علی(ع)، ایران ـ دانشگاه شیراز.
2-     ویژگی‌های عرفانی امام خمینی، ایران ـ تهران.
3-   معرفت شناسی عرفانی، فصلنامه قبسات.
4-   تجربه‌ها و توصیه‌های یک مبلغ، ایران ـ قم.
5-   اخلاق در سیاست، ایران ـ رشت.
6-   اخلاق تشکیلاتی، ایران ـ قم.
7-   در جستجوی نظام اخلاقی، ایران ـ تهران پژوهشگاه فرهنگ و اندیشه اسلامی.
8-   عدالت از منظر قرآن و اندیشه پیامبر اسلام (ص)، اتریش ـ وین.
9-   مکتب انتظار، اتریش ـ وین.
10-پدیده زورگوئی و اعمال قدرت در خانواده، جامعه و روابط بین الملل و راه‌های پیشگیری آن، اتریش ـ وین.
11-اسلام و مدارای مذهبی، اسلوانی ـ دانشگاه لوبنیانا.
12- اسلام و خشونت، آلمان ـ هامبورگ.
13-جایگاه علم و رسالت علماء در معرفی وجهۀ علمی اسلام در ابعاد مختلف، آلمان ـ هامبورگ.
14- درباره غدیر و دو آموزه مهم آن، آلمان ـ برلین.
15-درآمدی بر ضرورت مهندسی فرهنگی، آلمان ـ هامبورگ.
16-ضرورت توجّه به سیره ی پیامبر اعظم(ص) و وحدت میان مسلمانان، آلمان ـ هامبورگ.
17-احکام ذبح حیوان در اسلام، آلمان ـ دوسلدرف.
18- ضرورت وحدت و یکپارچگی برای مقابله با فتنه و تفرقه، آلمان ـ هامبورگ.
19- ابعاد تأثیر امام حسین(ع) در حوزه بین الملل، عراق ـ کربلا.
20-مهم‌ترین ویژگی‌های آموزه‌های اسلام (رحمت، معنویت، اخلاق، عقلانیت، عدالت و مدارا). آلمان ـ هانوفر.
21-تحکیم الهیات اسلامی برای تربیت معلمان مسلمان در آلمان، آلمان ـ هامبورگ همایش تقریب.
22- پیامبر مهربانی و رحمت، آلمان ـ آخن.
23-رابطه عرفان عملی و شریعت نبوی، آلمان ـ هامبورگ.
24-درآمدی بر تشیع، آلمان ـ برلین.
25-منازل و مقامات عرفانی بر اساس متن منازل السائرین خواجه عبدالله انصاری، فرانسه ـ پاریس.
26- آخرالزمان از دیدگاه اسلام و مسیحیت، اتریش ـ وین.
27-اخلاق جهانی از دیدگاه اسلام، آلمان ـ هامبورگ در مجمع ادیان.
28-حضرت عیسی مسیح(ع) از دیدگاه قرآن، آلمان ـ هامبورگ.
29-شخصیت زن با نگاه به شخصیت حضرت مریم(ع) از دیدگاه قرآن، آلمان ـ هامبورگ.
30-فرا عصری بودن آموزه‌های قرآن کریم، آلمان ـ برلین.
31- رابطه میان اخلاق و حقوق بشر، بوسنی و هرزگوین ـ سارایوو.
32-افراطی گری، چالشی فراروی اسلام و جامعه، آلمان ـ هامبورگ کنفرانس تقریب.
33-ضرورت وحدت میان مسلمانان و خطر سلفی گری تکفیری، فرانسه ـ پاریس.